# Čača vas
Čača vas je naselje v Občini Rogaška Slatina.